# Burg Stuer
Die Ruine der Burg Stuer befindet sich in der Nähe des Ortes Stuer nahe der Bundesstraße 198 im Süden Mecklenburgs.

## Geschichte
Die Familienburg der Familie von Flotow wurde in der Mitte des 14. Jahrhunderts im Zusammenhang mit Belehnungen der Fürsten von Werle an diese Familie als Wasserburg erbaut. Der Bau lässt eine Unterteilung in Vorburg und Hauptburg erkennen. Die ältesten Mauern sind noch mit Feldsteinen und Kalkmörtel ausgeführt. Spätere Gebäude baute man aus Feldsteinen im Verbund mit Backsteinen und schließlich nur aus Backsteinen. Nach einem Brand 1660 wurde die Burg aufgegeben. Die Vorburg war bis in die 1930er Jahre bewohnt.
Die Burg wurde später als Steinbruch genutzt. Nur der Wohnturm blieb in Teilen unzerstört und wurde bis in die 1940er Jahre als kleines Museum benutzt. Nach Dachentfernung brach eine Turmecke ab. In den 1980er Jahren fanden archäologische Untersuchungen statt. Die feuchten Wiesen wurden in den letzten Jahren überflutet, so dass der Burghügel wieder wie einst zum Teil von Wasser umgeben ist. Nachdem Wege und Treppen für den Tourismus erschlossen worden sind, verfällt die Burg allerdings weiter. Es besteht Lebensgefahr beim Betreten der Anlage.

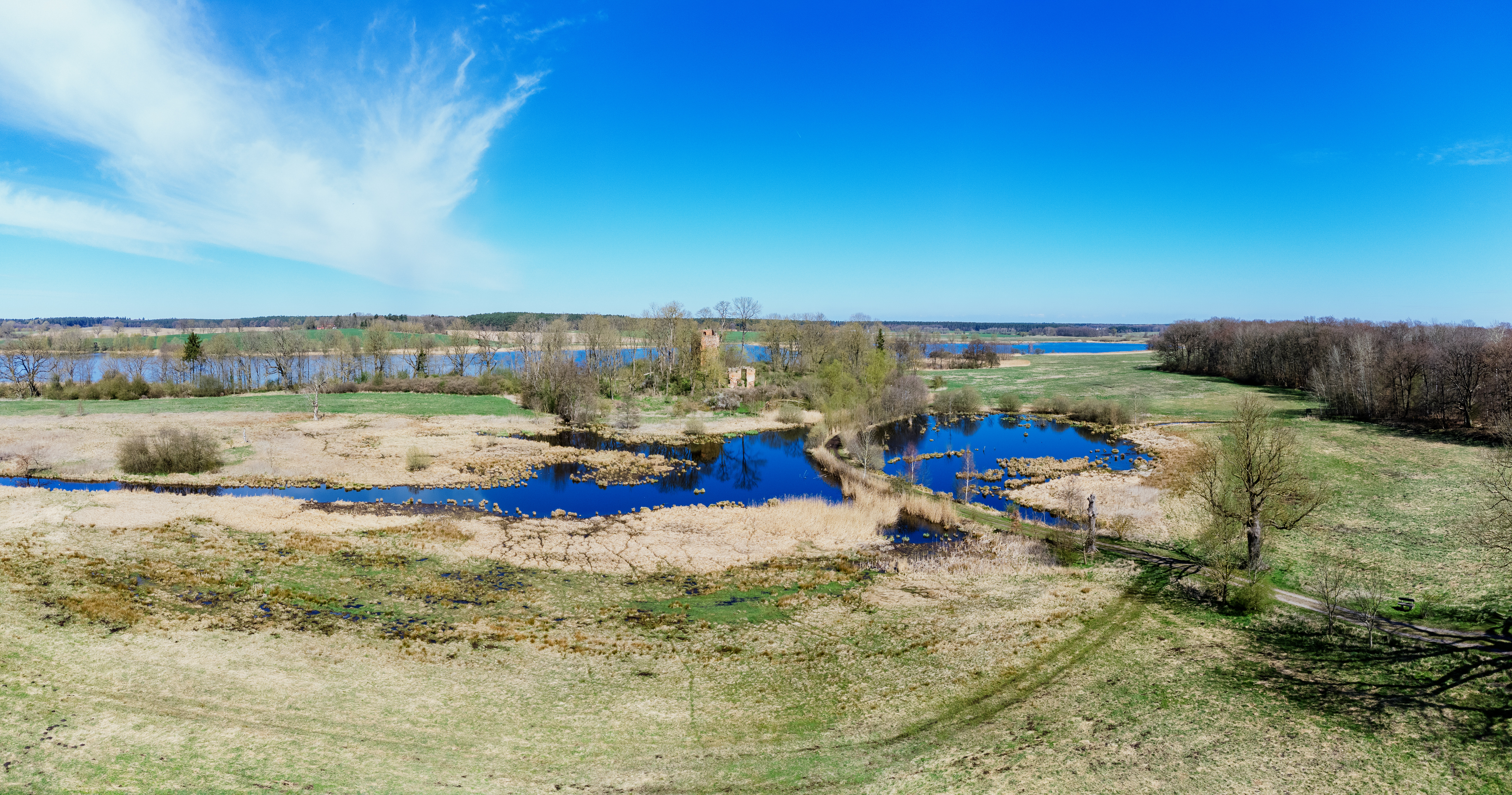
Erkennbare Lage auf Insel oder Halbinsel. Scheinbar mit Zufahrtsweg auf einem Damm (vorn).
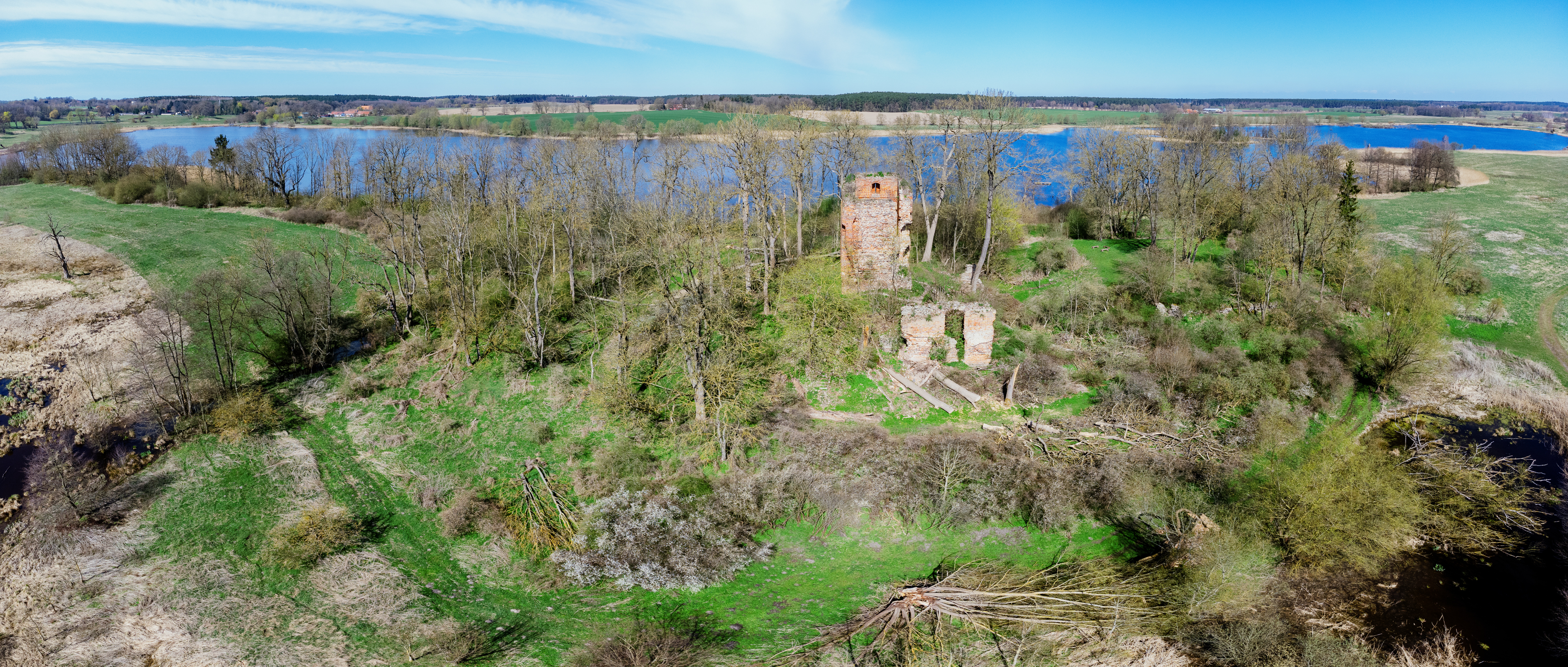
Blick von oberhalb des Burghügels (Flughöhe) auf den Stuerer Flachwassersee

## Otto Pipers Anmerkungen (um 1900)
In seinem Standardwerk "Burgenkunde" nennt Burgenforscher Otto Piper einige Details der Burg Stuer. Den Turm zählt er zu den Bergfrieden, die aus sehr großen Natursteinen/Findlingen errichtet wurden und nur an der Oberfläche mit Ziegeln verkleidet wurden (um eine glatte Fläche zu schaffen), wie es auch bei Burg Galenbeck der Fall sein soll am dortigen Bergfried. Der Bergfried von Stuer soll innen einen Mauerabsatz haben, jedoch die Mauerdicke (weiter oben) wieder weitgehend ausgeglichen werden durch die über die Findlinge vorgelegten hervorspringenden Backsteine. Die Burg muss zu Pipers Zeit noch deutlich mehr Bauwerke als heute aufgewiesen haben, denn Piper zählt Stuer zu den (wenigen) Burgen (im deutschsprachigen Raum) die als Zugbrücke eine Wippbrücke hatten. Dabei hat die Toranlage einen im inneren des Torbaues befindlichen Brückenkeller in dem sich der innere – etwa gleichlange – Zugbrückenteil bewegen kann. Diese Wippbrücken hatten ihren Drehpunkt (Achse) etwa im Massenschwerpunkt, so dass die Brücke leicht und schnell gehoben und gesenkt werden konnte. Vorburg und Kernburg von Stuer waren nach Piper durch einen künstlich angelegten Wassergraben voneinander abgetrennt.

## Turmhügel

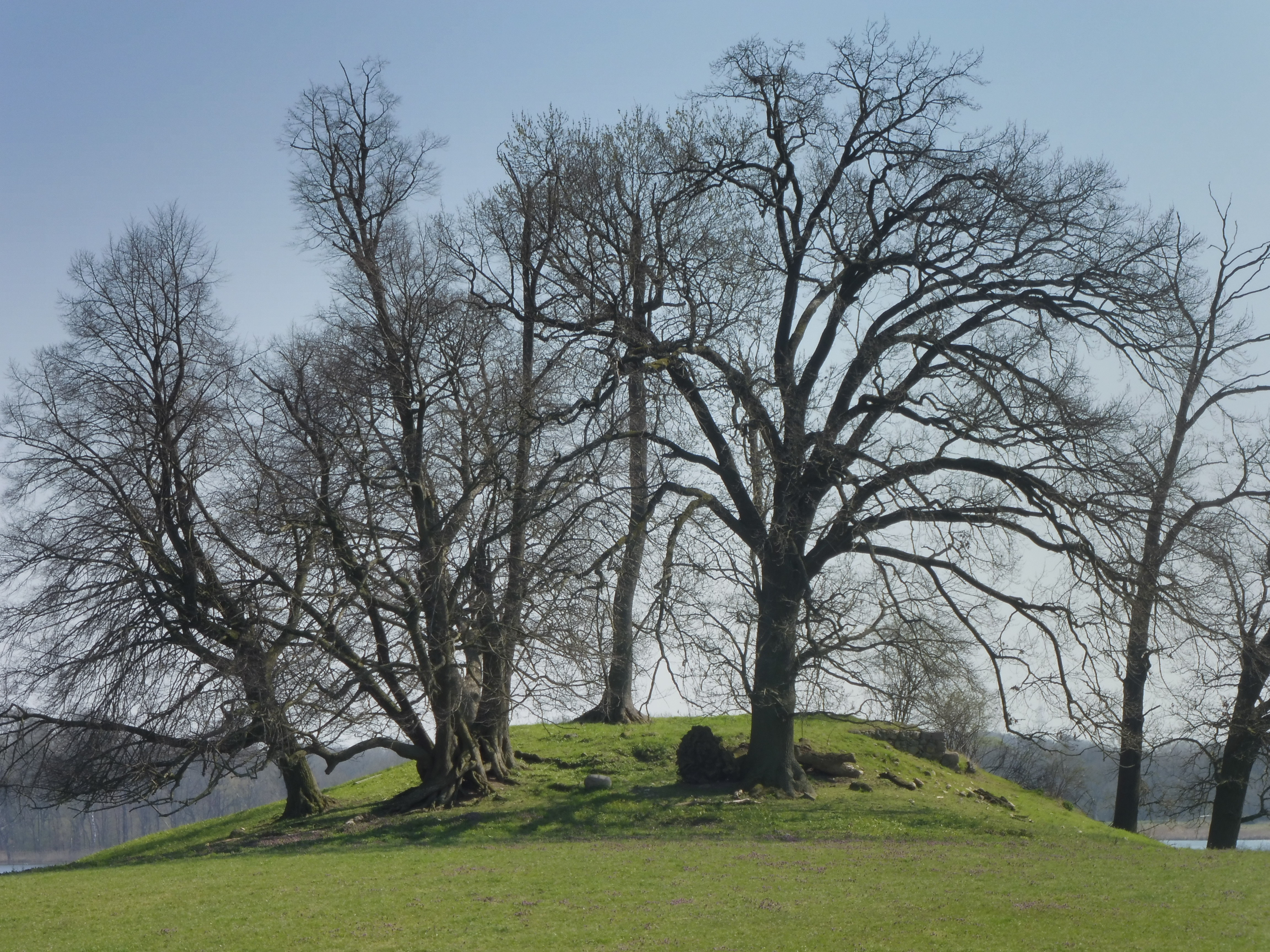
Turmhügel Stuer

Als Reste von Motten liegen in der Umgebung der Turmhügel Stuer und der Turmhügel Darze.